# Жазмаганбетов, Жанер Жасуланулы
Жанер Жасуланулы Жазмаганбетов (каз. Жанер Жасланұлы Жазмағанбетов; 24 августа 2005, Актау, Казахстан) — казахстанский футболист, нападающий.

## Клубная карьера
Воспитанник мангистауского футбола. Футбольную карьеру начинал в 2022 году в составе клуба «Каспий М» во второй лиге. 16 июля 2023 года в матче против клуба «Жетысу» дебютировал в казахстанской Премьер-лиге (1:2), выйдя на замену на 82-й минуте вместо Ерлана Кадырбаева.

## Карьера в сборной
10 ноября 2021 года дебютировал за сборную Казахстана до 17 лет в матче против сборной Португалии до 17 лет (0:5).

## Клубная статистика
| Игровая карьера | Игровая карьера | Игровая карьера | Лига | Лига | Кубок | Кубок | Межд. | Межд. | Др. | Др. |
| --------------- | --------------- | --------------- | ---- | ---- | ----- | ----- | ----- | ----- | --- | --- |
| 2022            | Каспий М        | В               | 10   | 1    | —     | —     | —     | —     | —   | —   |
| 2023            | Каспий          | А               | 4    | 0    | —     | —     | —     | —     | —   | —   |
| 2022            | Каспий М        | В               | 2    | 1    | —     | —     | —     | —     | —   | —   |